# Гнездово находище в местността Кован кая
Вижте пояснителната страница за други значения на Кован кая.
Гнездово находище в местността Кован кая (наричано за кратко и Кован кая) е природна забележителност, разположена източно от град Маджарово. Заема площ от 78,9 хектара. Обявена е за такава на 8 януари 1981 г. с цел опазване на естествени гнездови находища на белоглав и египетски лешояд както и други застрашени едри и грабливи птици. Кован кая е едно от местата за наблюдение на лешоядите от посетители в Природозащитния център „Източни Родопи“.

## Разположение
Гнездовото находище се намира на около три километра източно от град Маджарово на десния бряг на река Арда. Попада в землището на село Горно поле. Представлява обширна скала част от кратера на отдавна угаснал вулкан, през който по-късно протича Арда създавайки красиви меандри. В ниската част на скалата преминава пътя свързващ Маджарово с Бориславци.

## Жив свят
Кован кая е едно от малкото места в България, където гнездят белоглави и египетски лешояди. Тук идва за подхранване и черния лешояд. Последният вече не гнезди в България, но мигрира тук от гръцката част на Родопите. Тук се срещат черни щъркели, множество южни видове като син скален дрозд и скална зидарка. Разпространени са и застрашените шипоопашата и шипобедрена костенурка.